# Ед Скрејн
Едвард Џорџ Скрејн (енгл. Edward George Skrein; рођен 29. марта 1983. у Камдену, Велики Лондон) енглески је позоришни, филмски и телевизијски глумац и музичар.
Глумио је на филму као Френк Мартин млађи у филму Транспортер: Наслеђе из 2015. године, као Дарио Нахарис у трећој сезони серије Игра престола. Такође у филму Дедпул из 2016. као Франсис Фримен / Ејџакс, и као дрски ловац ратник Запан у филму Алита: Борбени анђео.